# محمد رشاد
محمد رشاد (۱۲۸۴-۱۳۵۵) پژوهشگر فلسفه و منطق بود. او برای نگارش کتاب اصول فقه در سال ۱۳۳۵ برندهٔ جایزه کتاب سال سلطنتی شد.

## آثار
- اصول فقه
- حسین آنکه هرگز تسلیم نشد
- فلسفه از آغاز تاریخ
- دوره کامل منطق
- جنگهای صلیبی